# Casa Dana-Thomas

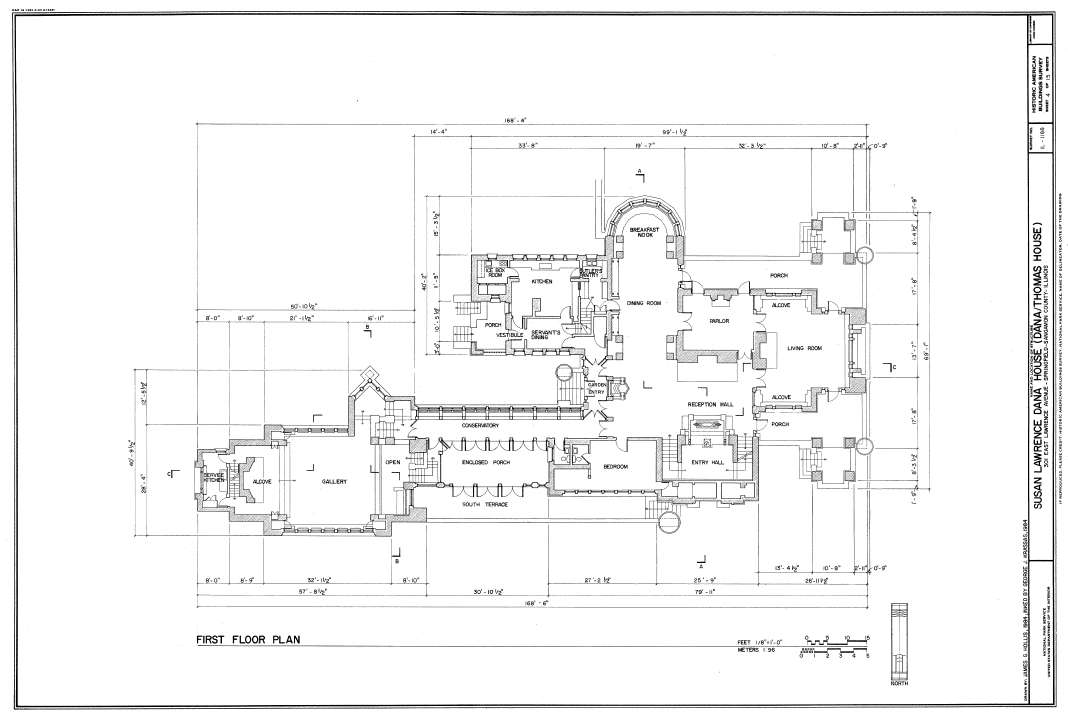
Plano del primer piso de la casa Dana-Thomas

La Casa Dana-Thomas (también conocida como Casa Susan Lawrence Dana y Casa Dana) es una casa en estilo Prairie School diseñada por el arquitecto Frank Lloyd Wright. Fue construida entre 1902 y 1904  a lo largo de East Lawrence Avenue en la ciudad de Springfield, en Illinois (Estados Unidos). Refleja la arquitectura orgánica, el paisaje relativamente plano del estado estadounidense de Illinois y la estética japonesa expresada en grabados japoneses.  Debe su nombre a sus propietarios Susan Lawrence Dana y Charles C. Thomas.

## Historia
Susan Lawrence Dana conoció en 1902 a Frank Lloyd Wright, el líder del movimiento de "arquitectura orgánica" de Prairie School, que enfatizaba la congruencia entre el interior de un edificio y sus alrededores.
La comisión de Dana para planificar la remodelación de la mansión de estilo italianizante de los Lawrence fue la más grande que había recibido Wright. Este amplió los límites de su contrato para diseñar y construir lo que era, en efecto, una casa completamente nueva que mostraba su enfoque de la estética Prairie Style.
La nueva casa reflejaba las extravagantes personalidades del mecenas y el arquitecto, en particular su amor por los grabados y dibujos japoneses. La estructura fue diseñada tanto para exhibición como para entretenimiento. Una puerta arqueada admitía a los invitados en una serie de espacios en expansión, pasando del vestíbulo a la sala de recepción.

Bóveda interior

El concepto de "espacio en expansión" se repitió en toda la casa, con ventanas colocadas para atraer continuamente la atención de alguien dentro hacia una conciencia del exterior. Wright diseñó aproximadamente 450 ventanas de vidrio artístico, tragaluces, paneles de puertas, apliques y accesorios de iluminación para la casa, la mayoría de los cuales sobreviven. Gran parte del vidrio artístico y el mural de George Niedecken que remata el interior del comedor, se centra en un motivo de zumaque.
Un ala oeste sustancial conduce a los visitantes a través de una puerta Torii interior a dos de las habitaciones más grandes de la casa. La galería del nivel superior se usó para entretenimiento musical, y la biblioteca del nivel del suelo contiene caballetes especiales, parte de más de 100 muebles de roble blanco independientes diseñados por Wright en la casa, creados para que Dana muestre selecciones de su colección. de estampados japoneses.
Dana vivió en la casa desde 1904 hasta aproximadamente 1928. Una vez que fue una anfitriona exitosa y líder de la escena social de Springfield, se volvió cada vez más solitaria con el tiempo y centró su atención en el espiritismo y el ocultismo. Sufriendo de crecientes restricciones financieras en sus últimos años, cerró la casa principal alrededor de 1928 y se mudó a una pequeña cabaña en el terreno. Mientras Dana luchaba contra la demencia relacionada con la edad en la década de 1940, su casa y su contenido se vendieron.

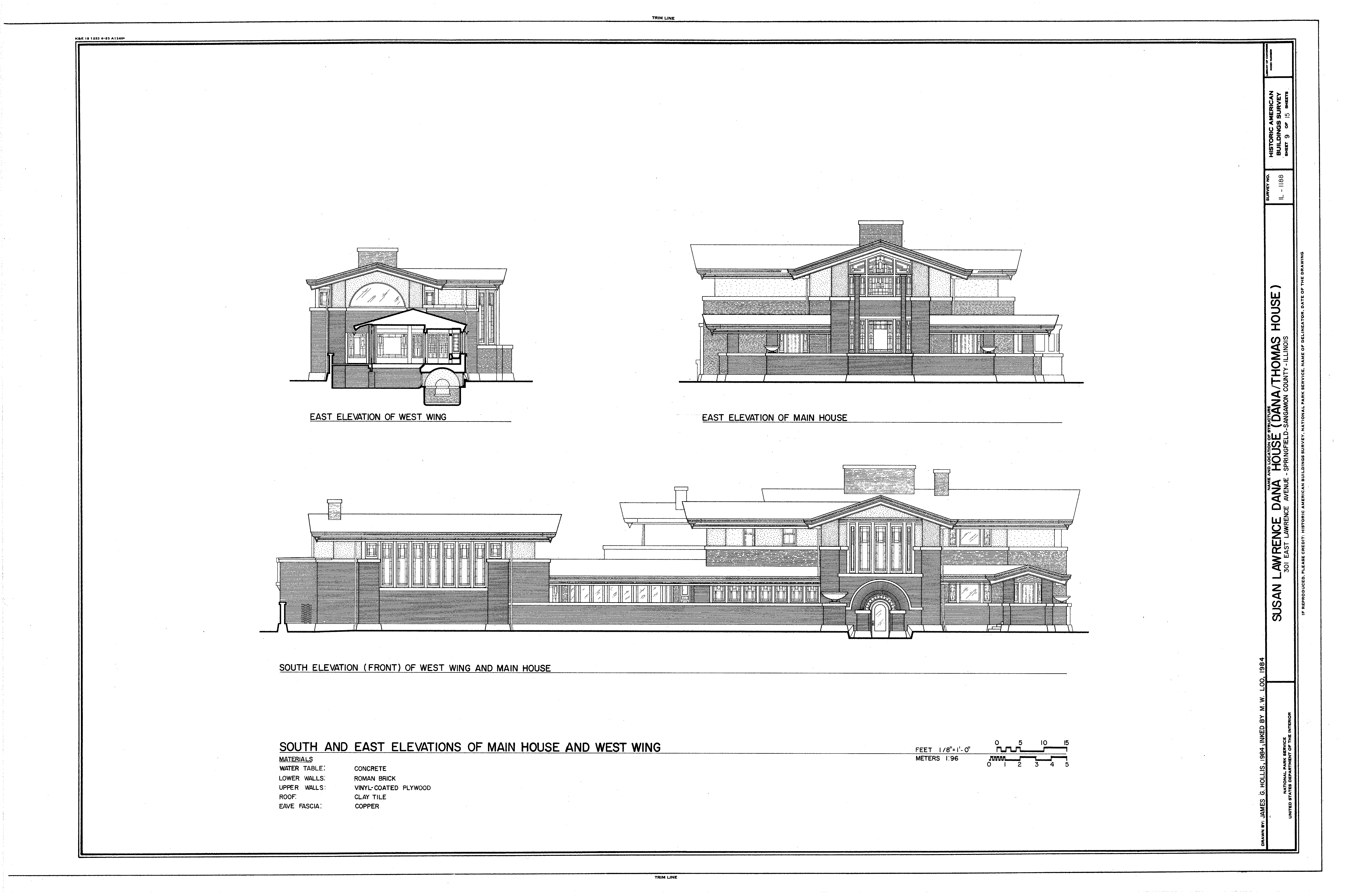
Alzados exteriores sur y este

Charles C. Thomas, un exitoso editor médico, fue el segundo propietario y custodio de la casa desde 1944 hasta su muerte en 1969. Una vista del edificio apareció en las portadas de algunas de sus publicaciones. Su esposa Nanette mantuvo ese rol hasta su fallecimiento en 1975. A la pareja se le atribuye el mantenimiento de los muebles y el diseño originales de la casa, y su patrimonio con la venta de la casa y sus muebles como una unidad al estado de Illinois en 1981 por 1 millón de dólares, significativamente menos de lo que se podría haber ganado si el hogar se hubiera dividido.

## Reconocimientos
La casa se convirtió en un sitio histórico estatal bajo la Agencia de Preservación Histórica de Illinois (IHPA). La IHPA dirigió un esfuerzo de restauración en 1987-1990 que restauró la estructura y su contenido a su apariencia en 1910. Se cree que contiene uno de los interiores diseñados por Frank Lloyd Wright más intactos en los Estados Unidos. Los planes y documentos de restauración están en manos de las Bibliotecas Ryerson & Burnham del Art Institute of Chicago.
En 2007 el American Institute of Architects realizó una encuesta para determinar la lista America's Favorite Architecture con los 150 edificios favoritos en Estados Unidos; la casa Dana-Thomas ocupa el puesto 114.
La casa apareció en la producción de Bob Vila de A&E Network 1996, Guide to Historic Homes of America. En celebración del Bicentenario de Illinois 2018, fue seleccionada como uno de los 200 Grandes Lugares de Illinois por el componente de Illinois de la AIA Illinois (AIA Illinois).
Como parte de un programa de recortes presupuestarios, el estado de Illinois cerró temporalmente la Casa Dana-Thomas al público desde el 1 de diciembre de 2008 hasta el 23 de abril de 2009. La casa Dana-Thomas volvió a cerrar durante 11 meses en 2011 por renovaciones en el acabado interior y exterior, así como en los sistemas mecánicos y de seguridad.